# Colombo (futebol)
O Colombo foi um clube americano de futebol com sede em Staten Island, Nova York, que era membro da American Soccer League.

## História
Em sua única temporada, a equipe conquistou o título da ASL sob a direção do jogador-treinador e futuro Hall da Fama, Jack Hynes.